# Canals Grey
Els canals Grey (en anglès Grey Canals) és un sistema de canals de reg a la regió del Panjab, iniciat al sud del Sutlej i regant la zona del districte de Firozpur a l'estat del Panjab a l'Índia.
Agafa el seu nom del coronel L. J. H. Grey, que quan era subcomissionat del districte, en va ordenar la construcció; els treballs van començar el 1875 i el 1876 s'havien fet onze canals; després es va apujar a 13 el 1883; el 1885 dos canals es van remodelar per regar dos tehsils que s'havien incoroporat al districte i es va fer un nou canal de nom Kingwah, quedant per tant en 14. La longitud total era de 2678 km.
Els canals aprofitent l'excedent d'aigua del Sutlej quan n'hi ha.